# Barisis-aux-Bois
Barisis-aux-Bois là một xã ở tỉnh Aisne, vùng Hauts-de-France thuộc miền bắc nước Pháp.